# Ingen knäcker Sharky
Ingen knäcker Sharky (engelska: Sharky's Machine) är en amerikansk långfilm från 1981 i regi av Burt Reynolds. Reynolds spelar även huvudrollen, med bland andra Vittorio Gassman, Brian Keith, Charles Durning och Rachel Ward i andra roller. Filmen bygger på boken Sharky's Machine av William Diehl.

## Handling
Polisen Sharky (Burt Reynolds) misslyckas med ett undercoverjobb och skickas över till sedlighetsroteln. Sharky träffar snart på den prostituerade Dominoe (Rachel Ward) som är hotad av en bunt hårda brottslingar inom knarkvärlden. Polisen påbörjar en övervakning av hennes lägenhet, men Sharky börjar snart förälska sig i Domine.

## Rollista
| Burt Reynolds     | – Sharky      |
| Charles Durning   | – Friscoe     |
| Vittorio Gassman  | – Victor      |
| Brian Keith       | – Papa        |
| Bernie Casey      | – Arch        |
| Rachel Ward       | – Dominoe     |
| Darryl Hickman    | – Smiley      |
| Earl Holliman     | – Hotchkins   |
| Henry Silva       | – Billy Score |
| Richard Libertini | – Nosh        |
| John Fiedler      | – Twigs       |
| Hari Rhodes       | – Highball    |
| Joseph Mascolo    | – JoJo        |
| Carol Locatell    | – Mabel       |

## Utmärkelser
Golden Globes
- Nominerad: Årets nya stjärna inom film (Rachel Ward)

## Mottagande
Filmen blev en måttlig publikframgång med $35 miljoner dollar inspelade i USA, vilket gav den plats 17 på listan över det årets mest inkomstbringande filmer. Filmkritikern Roger Ebert gav filmen 3 av 5 och ansåg att det var en mer seriös film än vad Reynolds hade medverkat i tidigare:
| ” | But this is an ambitious film; it's as if something inside Reynolds was chafing at the insipid roles he was playing in one car-chase movie after another. He doesn't walk through this movie, and he doesn't allow himself the cozy little touches that break the mood while they're letting the audience know how much fun Burt is having. | „ |